# Талышский фазан
Талышский фазан (лат. Phasianus colchicus talischensis) — подвид обыкновенного фазана из подсемейства Phasianinae семейства Phasianidae.

## Описание
Самец отличается от номинативного подвида более узкими тёмными каёмками перьев зоба, которые в верхней своей части сужены и имеют глубокую выемку у конца стержня. Зоб и бока тела без медно-красного или пурпурного оттенка. Окраска самок несколько темнее, чем у номинативного подвида.  

## Место обитания
Населяет прикаспийскую низменность южнее дельты Куры — Талыш, Ленкорань в Азербайджане, Гилян и Мазендеран в Иране. До 50-х годов XX века было показано его распространение на Ленкоранской равнине, Сальянской равнине и в предгорьях Талышских гор. Сейчас он остался только в среднем и нижнем поясах талышских гор.

## Принятые меры по охране
Охота запрещена, находится в Красной книге Азербайджанской Республики.

## Рекомендации по защите
Создание Орандчайско-Ленкоранчайского заповедника в низовьях Орандчая в Талыше. Серьезная борьба с незаконной охотой, расширение возделывания зерновых культур вокруг биотопов, в которых они обитают и непригодных для земледелия, рекомендуется высаживать на полях кусты чайного дерева, ежевики.